# Wer bist du?
Wer bist du? (en español: ¿quién eres?) es formalmente el primer álbum de la banda alemana de metal industrial Megaherz, sucesor de demo de producción limitada lanzado en 1995, titulado Herzwerk. El disco incluye nuevas versiones de al menos tres canciones del demo mencionado: «Krone der Schöpfung», «Negativ» y «Hänschenklein Siebenundneunzig».
La canción de apertura del disco, «Gott sein», es una de las más populares del grupo. En ella se abordan los problemas de ser Dios, culminando con la frase Es ist nicht leicht ein Gott zu sein (no es fácil ser un Dios).
La penúltima canción, «Hänschenklein Siebenundneunzig» se basa en una canción infantil alemana, en la cual Hänschenklein (traducido literalmente como pequeño Hans) se va de su hogar, causando un gran dolor a su madre. En la canción de Megaherz, él es brutalmente asesinado, al punto que su madre no es capaz de reconocerlo. La letra comparte la primera línea del coro Aber Mutter weinte sehr (pero mamá lloraba mucho) y finaliza con un breve solo de batería, acompañado de chillidos de instrumentos y un silbido con la melodía original de la canción.
Esta fue la primera canción de Megaherz basada en canciones infantiles. Algo que repetirían en discos posteriores, con canciones como «Rapunzel», «Windkind» o «I.M. Rumpelstilzchen».
El disco sería relanzado en 2004 para su distribución en Estados Unidos bajo el nombre de I (o Eins I One).

## Lista de canciones
| N.º | Título                           | Traducción                  | Duración |  |
| 1.  | «Gott sein»                      | Ser Dios                    | 4:15     |  |
| 2.  | «Wer bist du?»                   | ¿Quién eres?                | 3:07     |  |
| 3.  | «Schlag zurück»                  | Contraatacar                | 4:01     |  |
| 4.  | «Das Leben»                      | La vida                     | 3:59     |  |
| 5.  | «Finsternis»                     | Oscuridad                   | 1:19     |  |
| 6.  | «Licht»                          | Luz                         | 3:51     |  |
| 7.  | «Negativ»                        | Negativo                    | 3:44     |  |
| 8.  | «Kopf durch die Wand»            | Cabeza a través de la pared | 4:31     |  |
| 9.  | «Müde»                           | Cansado                     | 4:39     |  |
| 10. | «Krone der Schöpfung»            | El orgullo de la creación   | 4:05     |  |
| 11. | «Tanzen gehen»                   | Ir a bailar                 | 3:23     |  |
| 12. | «Die Gedanken sind frei»         | Los pensamientos son libres | 4:00     |  |
| 13. | «Hänschenklein Siebenundneunzig» | Pequeño Hans '97            | 2:52     |  |
| 14. | «Wer bist du? (Noel Pix Mix)»    |                             | 4:31     |  |